# Anthurium dolichophyllum
Anthurium dolichophyllum är en kallaväxtart som beskrevs av Luis Aloysius, Luigi Sodiro. Anthurium dolichophyllum ingår i släktet Anthurium och familjen kallaväxter. Inga underarter finns listade.